# Pont Sisto
Pour les articles homonymes, voir Sisto.
Le pont Sisto (en italien ponte Sisto) est un pont de Rome qui traverse le Tibre, reliant les rioni de Regola et du Trastevere. Il est construit de 1473 à 1479, sous le pontificat du pape Sixte IV, auquel il doit son nom. Il est l'œuvre de l'architecte Baccio Pontelli.

## Historique
Le pont Sisto a été précédé au même lieu d'un pont antique romain, le pont d'Agrippa, décidé par Marcus Vipsanius Agrippa, général et ami de l'empereur Auguste, en -12, probablement pour connecter l'autre rive du Tibre à sa propriété. Le pont est sans doute restauré en 147 sous le règne d'Antonin le Pieux et prend le nom de pont Aurélien au IVe siècle, puis est devenu par la suite le pont Antoninus, jusqu'à sa destruction en 791, lors d'une crue exceptionnelle : il était alors couramment désigné sous le nom de ponte rotto (« pont cassé » ; en latin pons fractus ou pons ruptus).
La reconstruction d'un pont au même endroit est décidée par le pape Sixte IV en 1473 qui en confie la réalisation à l'architecte Baccio Pontelli. Le pont est inauguré pour le jubilé du pape en 1475, mais il n'est réellement achevé qu'en 1479. C'est un pont élégant, à quatre arches, dont le pilier central possède un oculus[Quoi ?] caractéristique, destiné à réduire la pression des eaux sur l'ouvrage en cas de crue. Cet oculus sert aussi de point de repère pour évaluer le niveau des crues du Tibre.
En 1567, le pont est restauré une première fois, sous le pontificat du pape Pie IV, par l'architecte Vignole, qui renforce les piles. En 1598, une crue alluvionnaire endommage la structure qui est à nouveau renforcée et les parapets sont réparés. En 1875, il fut envisagé de le détruire pour le remplacer par un nouvel ouvrage, mais finalement en 1877, on se contente de lui adjoindre une structure métallique de trottoirs et de parapets en surplomb, démontée en 2000 : le pont, restauré, est désormais réservé aux piétons.